# Pseudophilautus femoralis
Pseudophilautus femoralis là một loài ếch trong họ Rhacophoridae. Chúng là loài đặc hữu của Sri Lanka. Môi trường sống tự nhiên của chúng là rừng mây ẩm nhiệt đới và cận nhiệt đới. Loài này đang bị đe dọa do mất môi trường sống.